# Teillé (Loire-Atlantique)
Teillé (bretonisch: Tilhieg; Gallo: Teilhaé) ist eine französische Gemeinde mit 1.820 Einwohnern (Stand: 1. Januar 2022) im Département Loire-Atlantique in der Region Pays de la Loire. Teillé gehört zum Arrondissement Châteaubriant-Ancenis und zum Kanton Nort-sur-Erdre. Die Einwohner werden Teilléens genannt.

## Geografie
Teillé liegt etwa 33 Kilometer nordöstlich von Nantes. Umgeben wird Teillé von den Nachbargemeinden Riaillé im Norden, Pannecé im Osten und Nordosten, Mésanger im Osten und Süden, Mouzeil im Süden und Südwesten sowie Trans-sur-Erdre im Westen und Nordwesten. 

## Bevölkerungsentwicklung
| Jahr                       | 1962 | 1968 | 1975 | 1982 | 1990 | 1999 | 2006 | 2017 |
| Einwohner                  | 1251 | 1267 | 1193 | 1203 | 1271 | 1299 | 1620 | 1791 |
| Quellen: Cassini und INSEE |      |      |      |      |      |      |      |      |

## Sehenswürdigkeiten

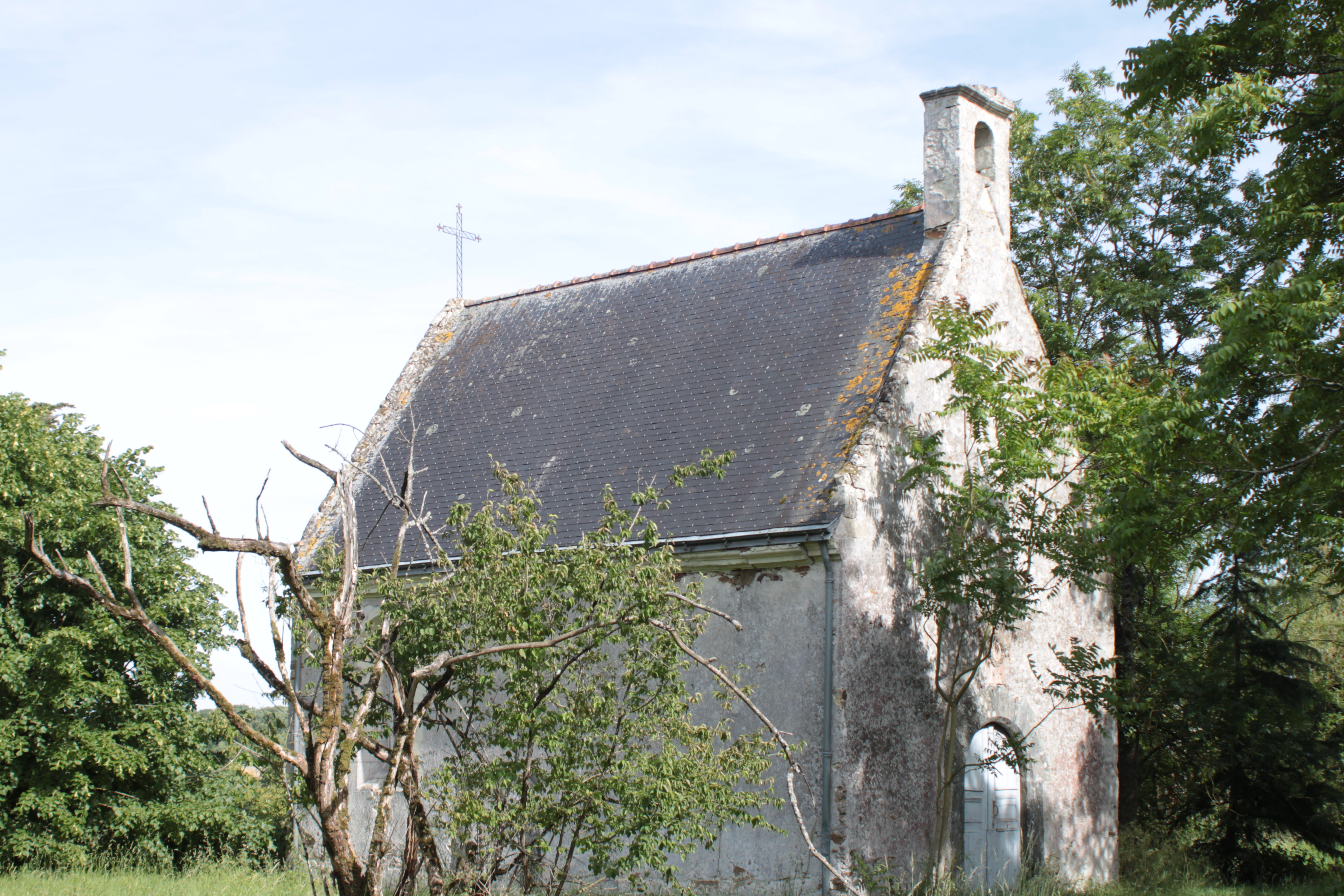
Kapelle des Schlosses La Guibourgère

- Kirche Saint-Pierre aus dem 19. Jahrhundert
- Pfarrhaus aus dem 16. Jahrhundert
- Schloss La Guibourgère, erbaut 1610, Fassade und Kapelle sind Monument historique seit 1982
- Reste des Schlosses Boismaquiau